# École de Mantoue
L‘école de Mantoue est l'un des grands centres et courants artistiques lombards de la Renaissance italienne, regroupant des peintres, mais aussi des sculpteurs, des architectes, des orfèvres, des céramistes et autres artisans, à l'initiative de la maison de Gonzague, famille régnante sur Mantoue. 
Entre 1460 et la fin du XVIe siècle, l'influence de cette école est considérable, notamment sur celles de Modène et de Parme, et prend place dans ce que les historiens d'art appellent la « Renaissance mantouane » ((it) Rinascimento mantovano). 
Premier artiste reconnu de son temps, Andrea Mantegna, à la tête d'un important atelier à Mantoue, attire de nombreux talents, tels que Le Corrège et Giulio Romano. 

## Contexte historique et culturel

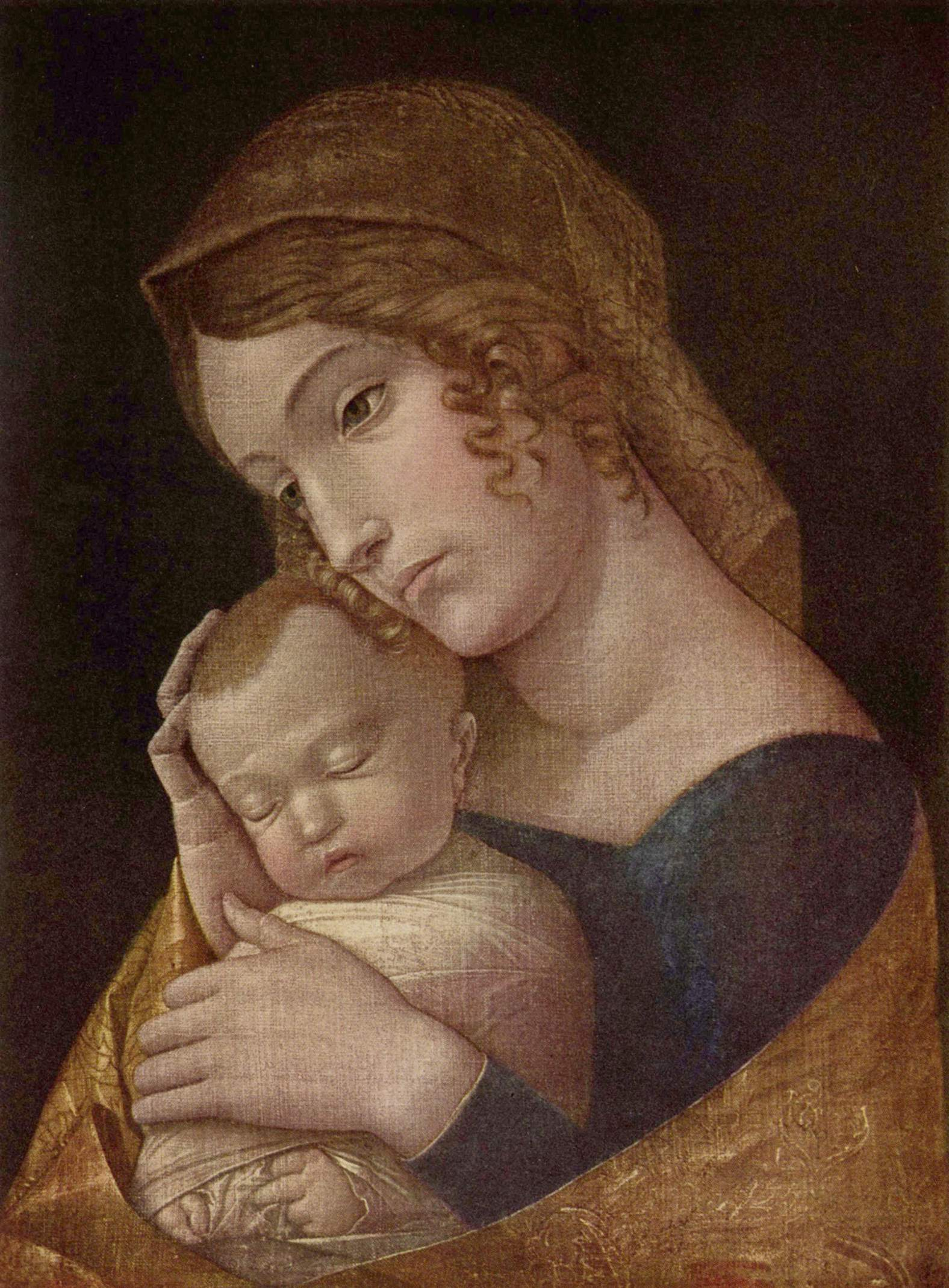
Andrea Mantegna, Madone à l'Enfant endormi, tempera, vers 1455 (Berlin, Gemäldegalerie).

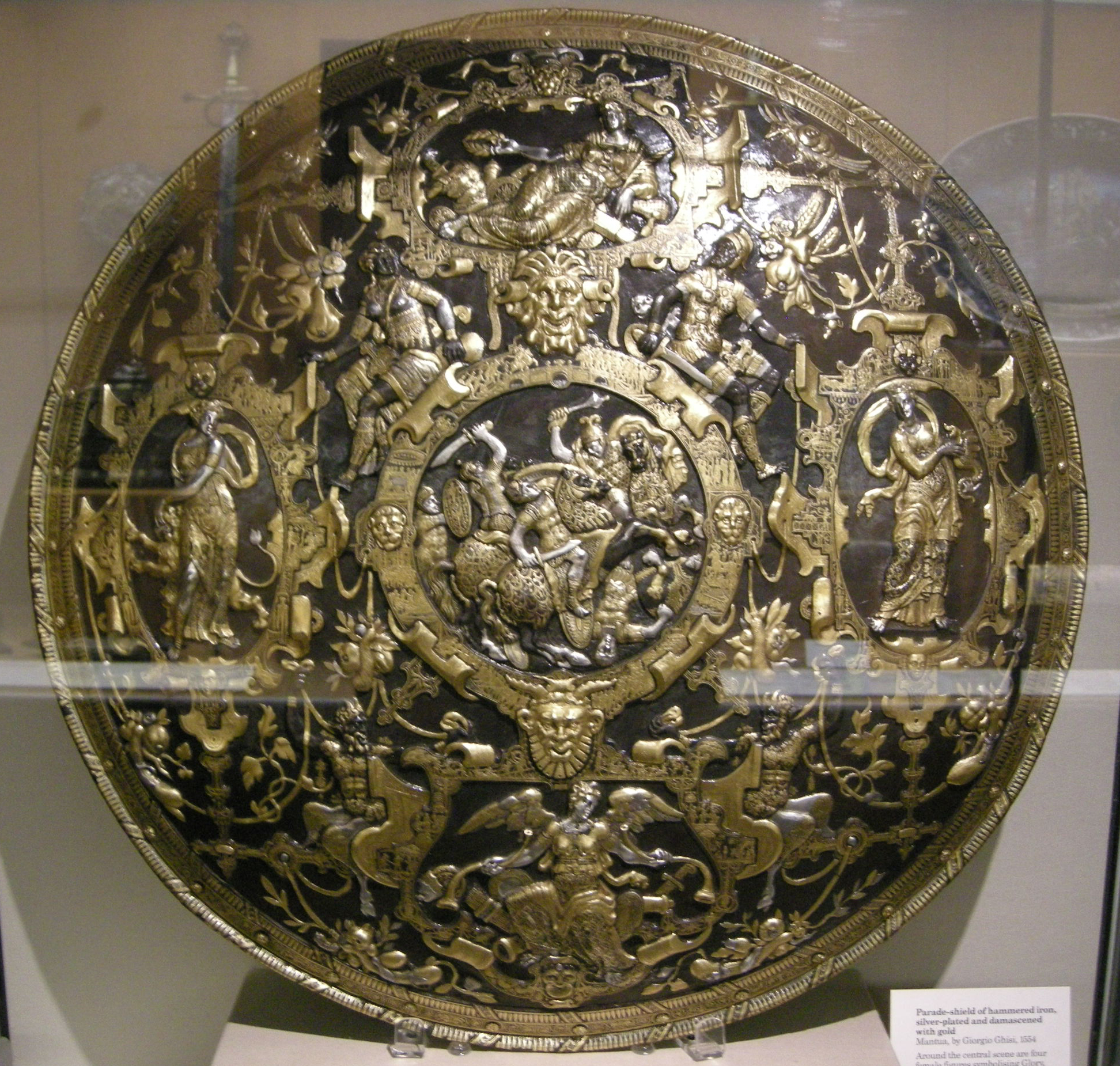
Giorgio Ghisi, Bouclier de parade, 1554, (Londres, British Museum).

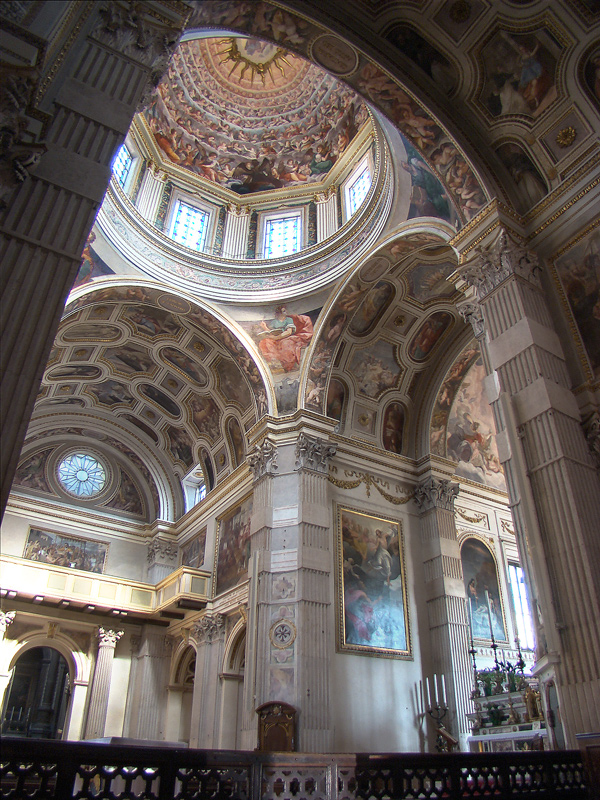
Intérieur de la cathédrale San Pietro de Mantoue.

Mantoue est conquise par l'esprit de la Renaissance à partir du milieu du XVe siècle, dépendant entièrement de la dynastie des Gonzague, qui fit de la ville, malgré la petitesse du territoire et son importance relative sur l'échiquier européen, l'une des plus belles cours d'Europe. Sur le plan strictement sociologique, et contrairement aux autres centres de développement renaissants italiens, Mantoue est à cette époque profondément liée à la famille régnante : le mécénat et les commissions des Gonzague, si importants soient-ils, ne visent principalement que les intérêts du prince. Aussi, dans ces conditions, les artistes et artisans sollicités par les Gonzague sont totalement tributaires de la cour mantouane.
Les Gonzague succèdent à la tête de Mantoue aux Bonacossi en 1328 et cette domination prend fin au début du XVIIe siècle. En 1438, Mantoue est élevée au rang de marquisat dans le cadre du Saint-Empire, ce qui implique une allégeance, mais pas nécessairement de renoncer à une forme de neutralité. Ainsi Mantoue échappa aux pillages et ses nombreux trésors furent en grande partie épargnés. La place forte du pouvoir, son lieu symbolique, est le Château Saint-Georges qui va devenir le principal réceptacle des commandes princières.
Le premier Gonzague à entreprendre une politique de réforme culturelle est Jean-François de Mantoue qui, en 1432, finance la Casa Gioiosa (it) (dite Ca' Zoiosa), véritable centre d'enseignement ouvert aux idées humanistes et placé sous la direction de Vittorino da Feltre, qui était le précepteur des fils du marquis. La future classe dirigeante fut ainsi éduquée dès l'enfance à la culture classique, l'histoire romaine, la poésie, la philosophie, les mathématiques et l'astrologie.
La paix de Lodi signée en 1459 apporte au territoire de Mantoue une période faste en termes de prestige politique, l'importance de la ville dans l'arène italienne est sensible, entre d'un côté les Visconti de Milan et, de l'autre, Venise. Cette centralité politique est scellée cette année-là, quand Mantoue est choisie siège du conseil appelé par Pie II pour organiser la croisade contre les Ottomans pour reprendre Constantinople, qui est tombé en 1453. 
Avant 1460, le style gothique tardif régnait à Mantoue, comme dans le reste de la Lombardie. On peut dire que Pisanello est l'artiste que la cour des Gonzague s'attache, jusqu'à sa mort en 1455. Au château, il produit quelques fresques, dont la Bataille et tournoi de Louvezerp (it) et conçoit aussi des médailles. Dès cette époque, l'influence des écoles toscanes est notoire comme en témoigne la présence à la cour de Filippo Brunelleschi entre 1436 et 1438 qui gère des questions d'hydraulique. Par ailleurs, Mantoue se rapproche sur le plan culturel de Padoue très tôt gagnée aux idéaux humanistes, tentant d'attirer Donatello mais aussi des architectes toscans comme Antonio Manetti et Luca Fancelli. Avec la paix revenue, le marquis Louis de Gonzague convoque presque simultanément Léon Battista Alberti (actif à Mantoue en 1459) et Andrea Mantegna (actif en 1460) : c'est là le point de départ incontesté de la Renaissance mantouane.
Andrea Mantegna (1431-1506), originaire de Padoue, est nommé artiste de cour par le marquis Louis III Gonzague en 1460. Il a deux fils peintres Lodovico Mantegna (1460-1510) et Francesco Mantegna (1470-1517) qui vont le seconder dans le cadre d'un grand atelier où se croisent différents métiers. Mantegna est à regarder non seulement comme peintre, mais surtout comme directeur artistique des Gonzague : par lui transitent toutes les commandes. Entrent à son service Giovanni Antonio da Brescia et Gian Marco Cavalli, deux éminents orfèvres et graveurs. L'ère mantegnesque va bien au-delà de 1506 (la mort du maître) et 1510 (la liquidation de son atelier) : elle est d'abord liée à l'impulsion de Louis III Gonzague, mort en 1478, puis à celle de son fils, Frédéric, qui poursuit la politique culturelle de son père. Avec la montée au pouvoir de François II, qui devient un militaire renommé, cette politique de prestige prend une nouvelle tournure : le condottiere laisse sa femme Isabelle d'Este, dominer la scène artistique.
Isabelle convoque Lorenzo Costa (1460-1535) en 1506, il remplace Mantegna au titre d'artiste à la cour. On croise aussi à cette époque Giovanni Francesco Caroto (1480-1555) et Girolamo Bonsignori (Fra Monsignori) (1472-1529). Isabelle cherche à collecter des antiquités de grande valeur, nécessitant la collaboration des plus grands artistes actifs dans la péninsule, comme Titien, Pérugin, Leonardo da Vinci et Le Corrège. 
Cette passion pour le patronage artistique a également été transmise à son fils Frédéric II, qui convoque à Mantoue à partir des années 1520 Giulio Romano, étudiant exceptionnel de Raphaël, qui a créé pour lui le Palais du Te, un exemple exceptionnel du classicisme du XVIe siècle. Romano s'entoure alors de nombreux assistants, dont Le Primatice (1504-1570), Fermo Ghisoni da Caravaggio (1505-1575), Giorgio Ghisi (1520-1582), Benedetto Pagni (actif en 1524-1578), Teodoro Ghigi (1536-1601), ce dernier se voyant confier la tâche de terminer les œuvres inachevées par le maître. Avec Ippolito Andreasi (1548-1608), il achève le plafond de la coupole de la Cathédrale.
Bon nombre de ces artistes vont partir au service du roi de France en 1530. Trois ans plus tôt le sac de Rome par les armées de Charles-Quint avait donné à Mantoue un nouvel éclat. Avec le règne de Louis IV de Gonzague-Nevers, le rapprochement avec la France s'accentue, par exemple, l'art de la faïence fait la fortune de Nevers par ce biais. Son fils, Charles, vend en 1628, une grande partie de la fabuleuse collection d'art des Gonzague au roi Charles Ier d’Angleterre. L'école de Mantoue irrigue alors les collections royales de toute l'Europe du Nord.